# ناحیه کاتوی
ناحیه کاتوی (به لاتین: Katavi Region) یک منطقهٔ مسکونی در تانزانیا است که در تانزانیا واقع شده‌است. ناحیه کاتوی ۴۵٬۸۴۳ کیلومتر مربع مساحت و ۵۶۴٬۶۰۴ نفر جمعیت دارد.